# الیوت وات
الیوت وات (انگلیسی: Elliot Watt؛ زادهٔ ۱۱ مارس ۲۰۰۰) بازیکن فوتبال اهل بریتانیا است.
از باشگاه‌هایی که در آن بازی کرده است می‌توان به باشگاه فوتبال ولورهمپتون واندررز اشاره کرد.
وی همچنین در تیم‌های ملی فوتبال زیر ۱۹ سال اسکاتلند، و زیر ۲۱ سال اسکاتلند بازی کرده است.